# 2006年4月體育

## 2006年4月29日（周六）
- 足球：
  - 以3:0擊敗曼聯，連續第二年贏得英格蘭超級聯賽冠軍。yahoo新聞
  - 拜仁慕尼黑以一比零小勝法蘭克福，成功四年內三度擊敗德國盃冠軍。yahoo新聞
  - 巴黎聖日門以二比一擊敗馬賽，第七度捧起法國盃冠軍 。yahoo新聞

## 2006年4月27日（周四）
- 足球：歐洲足協盃 - 四強次回合，粗體字代表出線球隊。
  - 西維爾 1 - 0 史浩克04（西維爾總比數以1比0出線）
  - 米杜士堡 4 - 2 布加勒斯特星隊（米杜士堡總比數以4比3出線）
    - 米杜士堡在歐洲足協盃四強階段次回合，繼八強階段後再一次絕地反擊，比賽早段由布加勒斯特星隊連入兩球，其後連續射入三球得以總比數打成平手，直到臨完場馬卡朗尼的飛身頭槌攻入關鍵一球，協助球隊驚人地反勝對方歷史性首次晉身決賽。 雅虎香港

## 2006年4月26日（周三）
- 足球：歐洲聯賽冠軍盃 - 四強次回合，粗體字代表出線球隊。
  - 巴塞隆拿 0 - 0 AC米蘭（巴塞隆拿總比數以1比0出線）

## 2006年4月25日（周二）
- 足球：歐洲聯賽冠軍盃 - 四強次回合，粗體字代表出線球隊。
  - 維拉利爾 0 - 0 阿仙奴（阿仙奴總比數以1比0出線）

## 2006年4月23日（周日）
- 足球：曾經奪得多屆香港甲組足球聯賽冠軍的著名香港球隊南華，在最後一場聯賽由於與公民打成1比1平手，令球隊23年首次降落乙組聯賽，該場賽事亦創下今季香港甲組聯賽最高入座紀錄。 雅虎香港
- 賽車：在聖馬力諾舉行的一級方程式聖馬力諾大獎賽中，法拉利車隊車手以1小時31分06秒486的成績奪得該站冠軍，獲得今季的首個分站冠軍。 雅虎香港

## 2006年4月20日（周四）
- 足球：歐洲足協盃 - 四強首回合
  - 史浩克04 0 - 0 西維爾
  - 布加勒斯特星隊 1 - 0 米杜士堡

## 2006年4月19日（周三）
- 足球：歐洲聯賽冠軍盃 - 四強首回合
  - 阿仙奴 1 - 0 維拉利爾
    - 該場球賽是阿仙奴最後一次於高貝利球場進行歐洲賽事。

## 2006年4月18日（周二）
- 足球：歐洲聯賽冠軍盃 - 四強首回合
  - AC米蘭 0 - 1 巴塞隆拿

## 2006年4月16日（周日）
- 足球：
  - 里昂以1比0擊敗巴黎聖日門，令球隊順利地提早奪得法國甲組足球聯賽冠軍，亦創下法甲歷史上首次連續第五年奪得冠軍的新紀錄。明報
  - 塔吉克在亞洲挑戰盃決賽以四比零大破斯里蘭卡，成為亞洲挑戰盃的首屆冠軍。

## 2006年4月14日（周五）
- 足球：新特蘭在奧脫福球場與曼聯以一比一打成平手，球隊正式宣佈護級失敗，來季需要降落冠軍聯賽比賽。 英格蘭超級聯賽（页面存档备份，存于）

## 2006年4月9日（周日）
- 足球：PSV燕豪芬主場1比1迫和格羅寧根，亦令球隊提早奪得荷蘭甲組聯賽冠軍。明報

## 2006年4月8日（周六）
- 足球：德國領隊奇連士文決定於2006年世界杯中以僅為國家隊出戰不多於30場的取代表現下滑的。明報

## 2006年4月6日（周四）
- 足球：歐洲足協盃 - 八強次回合，粗體字代表出線球隊。
  - 辛尼特 1–1 西維爾
  - 米杜士堡 4–1 巴素利
  - 布加勒斯特星隊 0–0 布加勒斯特迅速
  - 史浩克04 0–0 索菲亞列夫斯基

## 2006年4月5日（周三）
- 足球：歐洲聯賽冠軍盃 - 八強次回合，粗體字代表出線球隊。
  -  2–0 
  - 0–0 祖雲達斯
  - 於主場以一比零擊敗聯賽次席赫斯，提早奪得蘇格蘭超級聯賽冠軍。大公報

## 2006年4月4日（周二）
- 足球：歐洲聯賽冠軍盃 - 八強次回合，粗體字代表出線球隊。
  - AC米蘭 3–1 里昂
  -  1–0 國際米蘭

## 2006年4月2日（周日）
- 欖球：香港國際七人欖球賽完滿結束，英格蘭憑高靈士（Ben Gollings）的定點球以26比24反勝擊敗斐濟連續第四年奪得最高榮譽的銀盃賽冠軍。雅虎香港
- 賽車：在墨爾本舉行的一級方程式澳洲大獎賽中，雷諾車隊車手以1小時34分27秒870的成績奪得該站冠軍，在車手積分榜的優勢增至14分。 雅虎香港